# Eddy Bosnar
Eddy Bosnar (* 29. April 1980 in Sydney) ist ein ehemaliger australischer Fußballspieler.

## Karriere
Bosnar spielte in seiner australischen Heimat für den Newcastle Breakers, North West Sydney Spirit und Sydney United. 2000 wechselte er nach Europa. Hier unterschrieb er einen Vertrag beim kroatischen Dinamo Zagreb. 2001 gewann er mit dem Verein den Hrvatski nogometni kup und wurde er Vizemeister der 1. HNL. 2001 wechselte er zum österreichischen SK Sturm Graz. 2002 erreichte er mit dem Verein das Finale des Österreichischen Fußball-Cup und wurde er Vizemeister der Österreichische Fußballmeisterschaft. Von 2004 bis 2006 spielte er beim englischen FC Everton, kroatischen Dinamo Zagreb und HNK Rijeka. 2006 wechselte er zum niederländischen Heracles Almelo. 2008 wechselte er nach Ostasien. Hier unterschrieb er einen Vertrag beim japanischen JEF United Chiba. Am Ende der J1 League 2009 stieg der Verein in die zweite Liga ab. 2010 wechselte er zu Shimizu S-Pulse und erreichte er mit dem Verein das Finale des Kaiserpokal. Von 2012 bis 2013 spielte er beim südkoreanischen Suwon Samsung Bluewings und chinesischen Guangzhou City FC. 2014 kehrte er nach Australien zurück. Hier spielte er bis 2016 für Central Coast Mariners und Sydney United.

## Erfolge
Dinamo Zagreb
- Kroatischer Pokalsieger: 2000/01